# Auxis
Auxis (Cuvier, 1829) é um género de peixes da família dos escombrídeos, sendo vulgarmente confundidos com os atuns. São vulgarmente designados como judeu. Durante algum tempo julgou-se que o género fosse constituído por uma única espécie identificando-se, erroneamente, os espécimes de Auxis rochei com a espécie Auxis thazard.